# Koet (Armenië)
Koet (Armeens: Կութ), tot 1935 bekend als Zarzibil, daarvoor, Zarkend is een plaats in de provincie Gegharkunik van Armenië.